# Victoire de Paionios
La Victoire de Paionios est une sculpture grecque du sculpteur Paionios de Mendè , actuellement conservée au musée archéologique d'Olympie. Le style de ce chef-d'œuvre relève du maniérisme, en raison de ses effets d'illusion. Réalisée vers 420 av. J.-C.-, cette Victoire inaugure le « style riche » qui touche toutes les formes de l'art grec de la fin du Ve siècle. Elle se situe aussi au cœur de la période de la sculpture grecque classique, laquelle va de 480 à 320 avant notre ère.

## Description
« Cette statue est le morceau le plus étourdissant de la sculpture grecque ».
Elle est en marbre de Paros sculpté d'un seul bloc avec le socle. Haute de 2,16 mètres (sa hauteur originelle était de 3 mètres environ), elle représente Niké, la déesse de la Victoire, qui va se poser, la pointe du pied gauche atteignant le sol, pour célébrer un succès militaire. 
Ses deux bras sont largement ouverts. De la main gauche elle tenait tendu son manteau comme une voile. Son déplacement rapide dans l'atmosphère engendre le bouillonnement du péplos qui semble la porter dans les airs. Son beau corps jeune se révèle de tous côtés dans le mouvement désordonné du vent. Les étoffes plaquées contre la courbe du ventre, glissant sur le sein gauche et le laissant à nu, s'écartent pour libérer la jambe gauche qui jaillit en avant. Ailleurs ils sont presque transparents.  
La tête et la draperie sont brisées et les deux avant-bras manquent ; il reste cependant un fragment de la main droite. Elle se tenait à neuf mètres de hauteur sur un pilier de section triangulaire, implanté à trente mètres de la façade du temple de Zeus à Olympie. Se détachant sur le ciel. La peinture, probable, devait accentuer les vigoureux effets de lumière et d'ombre dans les plis et sur le corps. Du haut de ce pilier, son pied qui repose à peine sur une petite surélévation du socle devait, vu d'en bas, sembler détaché du socle, et la statue voler : « au-delà du réel ».

## Dédicace et attribution

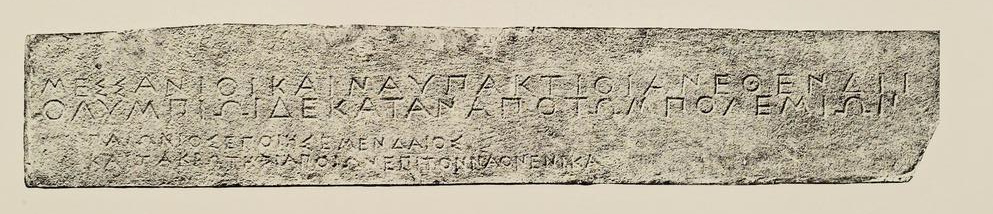
Inscription sur la base de la Victoire de Paionios

Une inscription dédicatoire sur la base triangulaire permet d'identifier le sculpteur, Paionios :

« Μεσσάνιοι καὶ Ναυπάκτιοι ἀνέθεν Διὶ / Ολυμπίωι δεκάταν ἀπὸ τῶν πολεμίων

Παιώνιος ἐποίησε Μενδαῖος / καὶ τἀκρωτήρια ποιῶν ἐπὶ τὸν ναὸν ἐνίκα

Offrande à Zeus Olympien des Messéniens et des Naupactiens, la dîme (du butin pris) sur les ennemis.

Œuvre de Paionios de Mendè qui remporta le prix en réalisant les acrotères du temple. »

La statue est également mentionnée par Pausanias, qui en fait une offrande des Messéniens de Naupacte à la suite de leur victoire contre les Acarnaniens et la tribu des Œniades en 428 av. J.-C. Il précise cependant que selon les Messéniens eux-mêmes, la statue a été consacrée à la suite de la bataille de Sphactérie, livrée contre Sparte en 425 av. J.-C. Dans cette hypothèse, la consécration se fait sans doute après la paix de Nicias, en 421 av. J.-C.
Bernard Holtzmann ne retient que la dédicace qui ne précise pas de quelle victoire il s'agit : « Une date peu après 421 est la plus vraisemblable ».